# Tourrenquets
Tourrenquets es una comuna francesa situada en el departamento de Gers, en la región de Occitania. Tiene una población estimada, a inicios de 2021, de 106 habitantes.

## Demografía
| 180 | 141 | 120 | 126 | 102 | 117 | 106 |
| Para los censos de 1962 a 1999 la población legal corresponde a la población sin duplicidades (Fuente: INSEE [Consultar]) |     |     |     |     |     |     |